# Siméon Denis Poisson
Siméon Denis Poisson (n. 21 iunie 1781, Pithiviers, Centre-Val de Loire, Franța – d. 25 aprilie 1840, Sceaux, Seine, Franța) a fost matematician și fizician francez.

## Contribuții

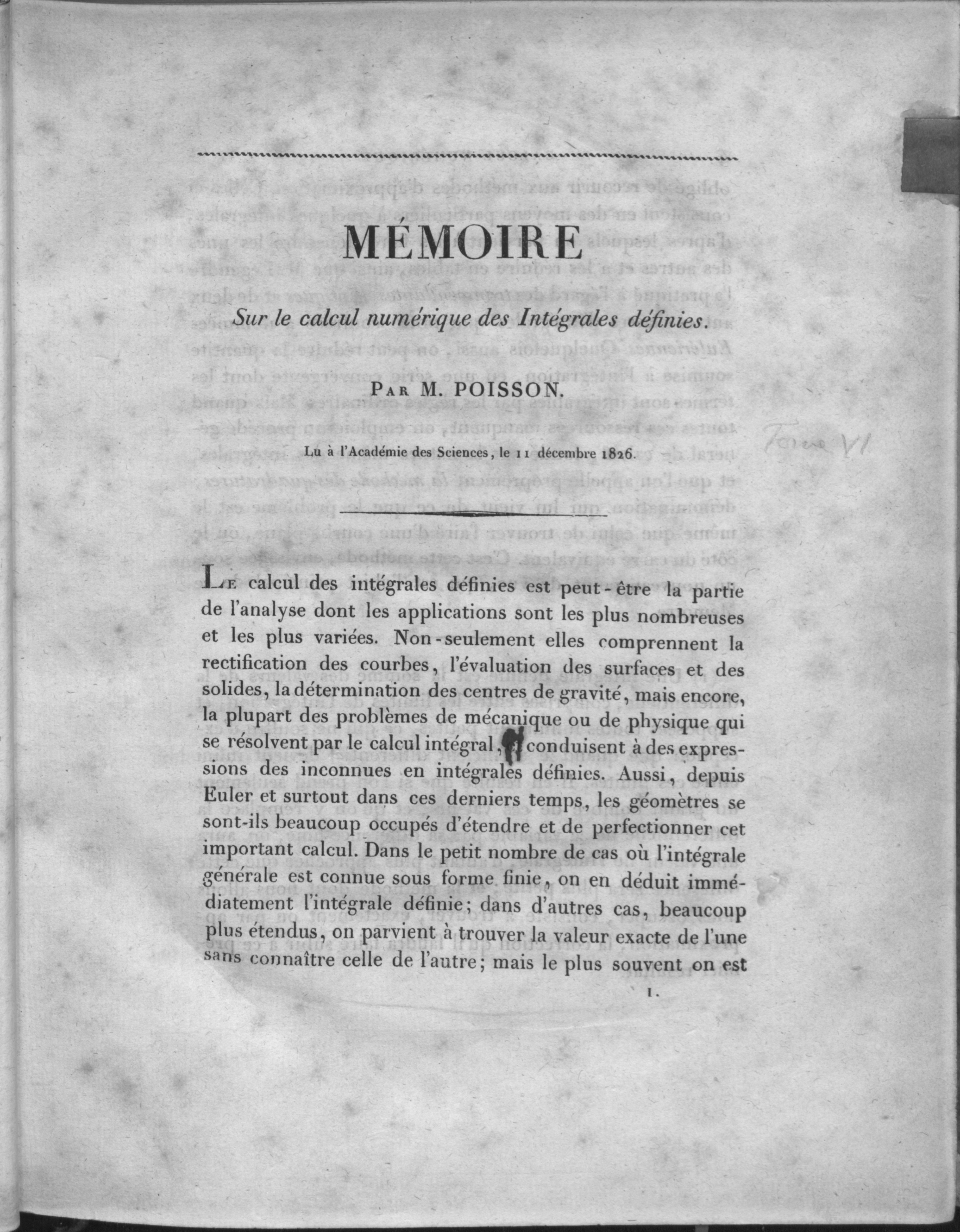
Mémoire sur le calcul numerique des integrales définies, 1826

### Matematică
- Studii asupra seriilor și integralelor definite. Studiul pe care l-a efectuat privind seriile Fourier deschid calea cercetărilor de mai târziu ale lui Johann Peter Gustav Lejeune Dirichlet și Bernhard Riemann asupra aceluiași subiect.
- Studii asupra integralelor Fourier
- Cercetări în domeniul calculului variațiilor
- Legea lui Poisson din teoria probabilităților îi poartă numele.
- În al său Tratat de mecanică (scris în stilul riguros al lui Laplace și Lagrange și rămânând mult timp lucrare de referință) introduce multe inovații, precum termenul de coordonată impulsivă

{\displaystyle p_{i}\;=\;{\frac {\partial T}{\frac {\partial q_{i}}{\partial t}}}}
Toate acestea vor influența lucrările lui Hamilton și Carl Jacobi.

### Fizică
- Studii în domeniul electricității și magnetismului
- A extins aplicarea ecuației diferențiale a lui Laplace (ecuația lui Laplace), care astăzi este denumită ecuația lui Poisson cu deosebite aplicații în teoria potențialului
- Studii în teoria elasticității.
- Introduce coeficientul care astăzi îi poartă numele.

### Astronomie
A efectuat cercetări privind:
- inegalitățile seculare în mișcarea medie a planetelor
- mișcarea Pământului în jurul centrului de greutate
- variația axelor mari ale orbitelor planetelor.

## Posteritatea
Prin lucrările sale, Poisson a influențat puternic evoluția matematicii și fizicii moderne. Dictonul său preferat era: La vie c'est le travail. ("Viața înseamnă muncă.")
În memoria sa, pe Turnul Eiffel i-a fost inscris numele.